# Huy
Huy (en való Hu, en neerlandès Hoei) és una antiga ciutat fortificada de Bèlgica, a la província de Lieja, que forma part de la regió valona. Al setembre 2009 tenia 20.750 habitants, l'1 de gener del 2015 la població ja havia pujat cap als 21 354.

## Història

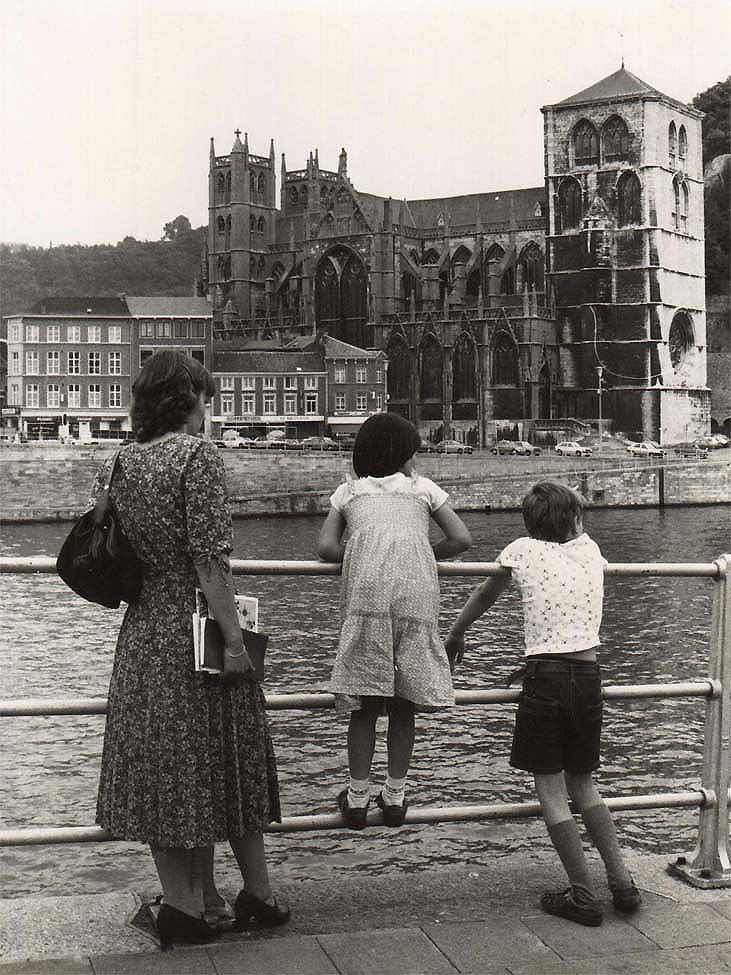
La Col·legiata Notre-Dame.

La ciutat té un passat industrial des de l'edat mitjana, per a la seva posició al riu Mosa per al transport i el seu afluent el Hoyoux als marges del qual es van construir molts molins, forges i fornells pel treball dels metalls, en particular el coure i l'estany.
El 1066, Teoduí de Baviera, el príncep-bisbe de Lieja va decidir de construir una col·legiata. La gent de Huy ha de vendre la meitat dels seus béns mobles per a finançar el projecte. En compensació, van rebre la primera carta de llibertats d'Europa occidental. La ciutat va esdevenir una bona vila. El 1328 va anexionar el barri de Statte a l'altre riva del Mosa, un important centre d'artesania (molins, forges…).
Al segle xv, a poc a poc el castell, construït a un promontori que domina la ciutat, es va transformar en fortesa. Aquesta fortesa es troba a l'escut de la ciutat i té un rol major en la defensa de la ciutat. El 1689, durant el regne de Joan Lluís d'Elderen, l'exèrcit francès va cremar unes 860 cases a la ciutat d'Huy, a tall de represàlies perquè el bisbe no va respectar la neutralitat del principat. El 1715 es va decidir de destruir el castell. Les ciutadans van utilitzar-lo com una pedrera per a la construcció de les seves cases.
La ciutat fou annexada per França l'any 1795 i integrada al Regne Unit dels Països Baixos el 1815. El 1818, es va decidir de construir una nova ciutadella, que existeix encara avui, tot i perdre la seva funció defensiva. El 1830 la ciutat esdevé belga.

## Nuclis
Ben-Ahin, Huy, Statte, Tihange i Neuville-sous-Huy.

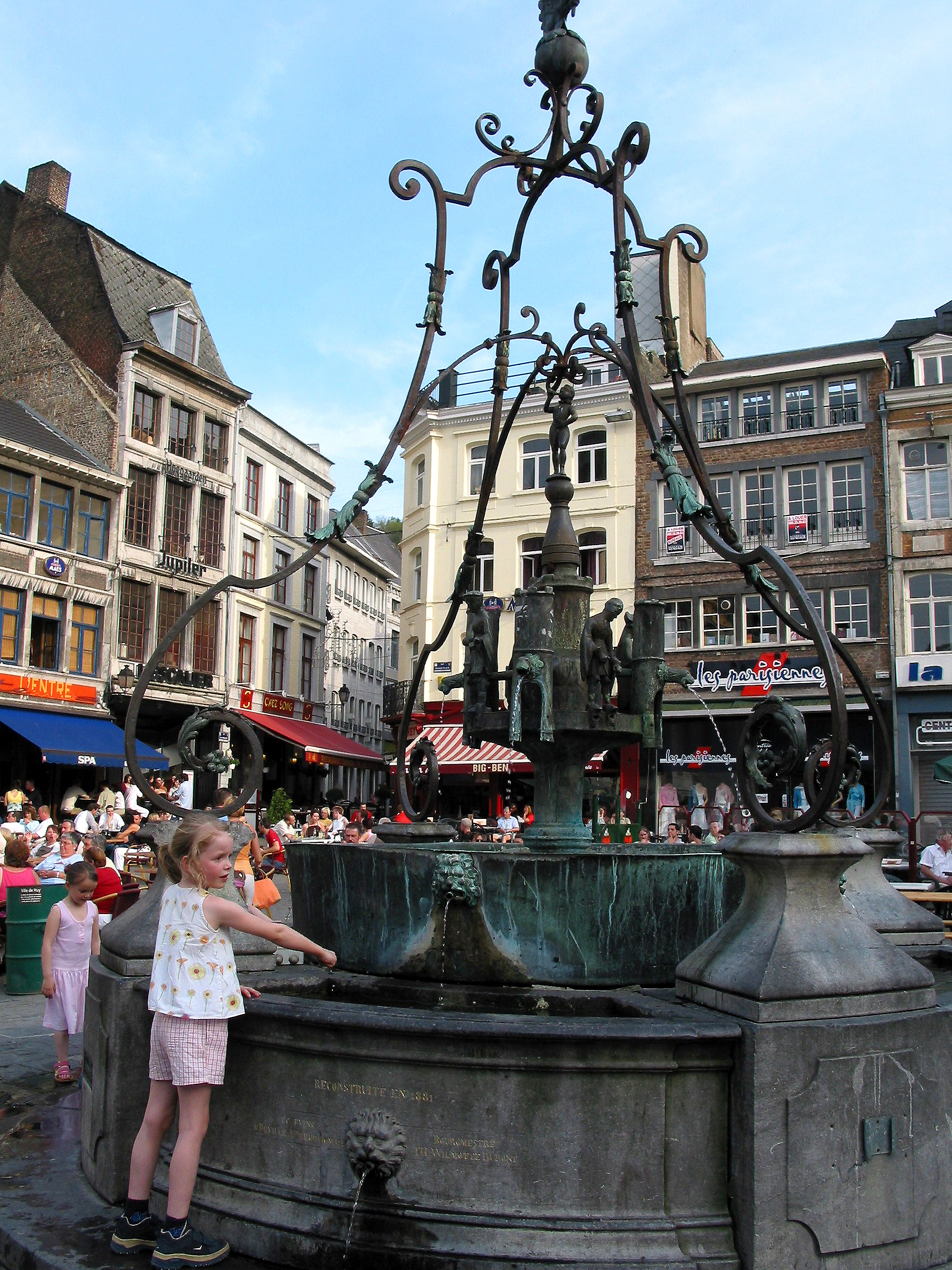
Font a la plaça major (Place du Marché)
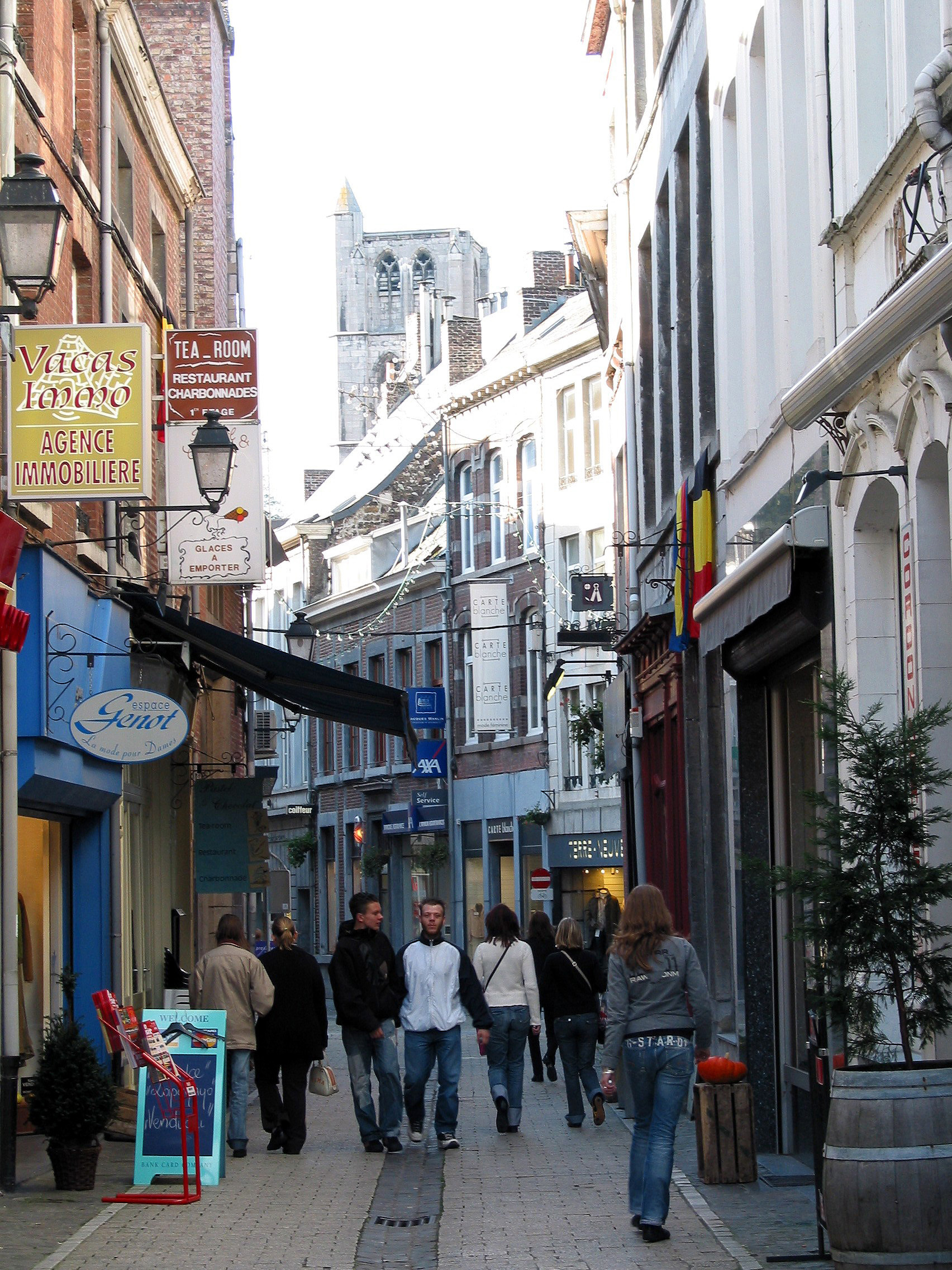
Un carrer vell
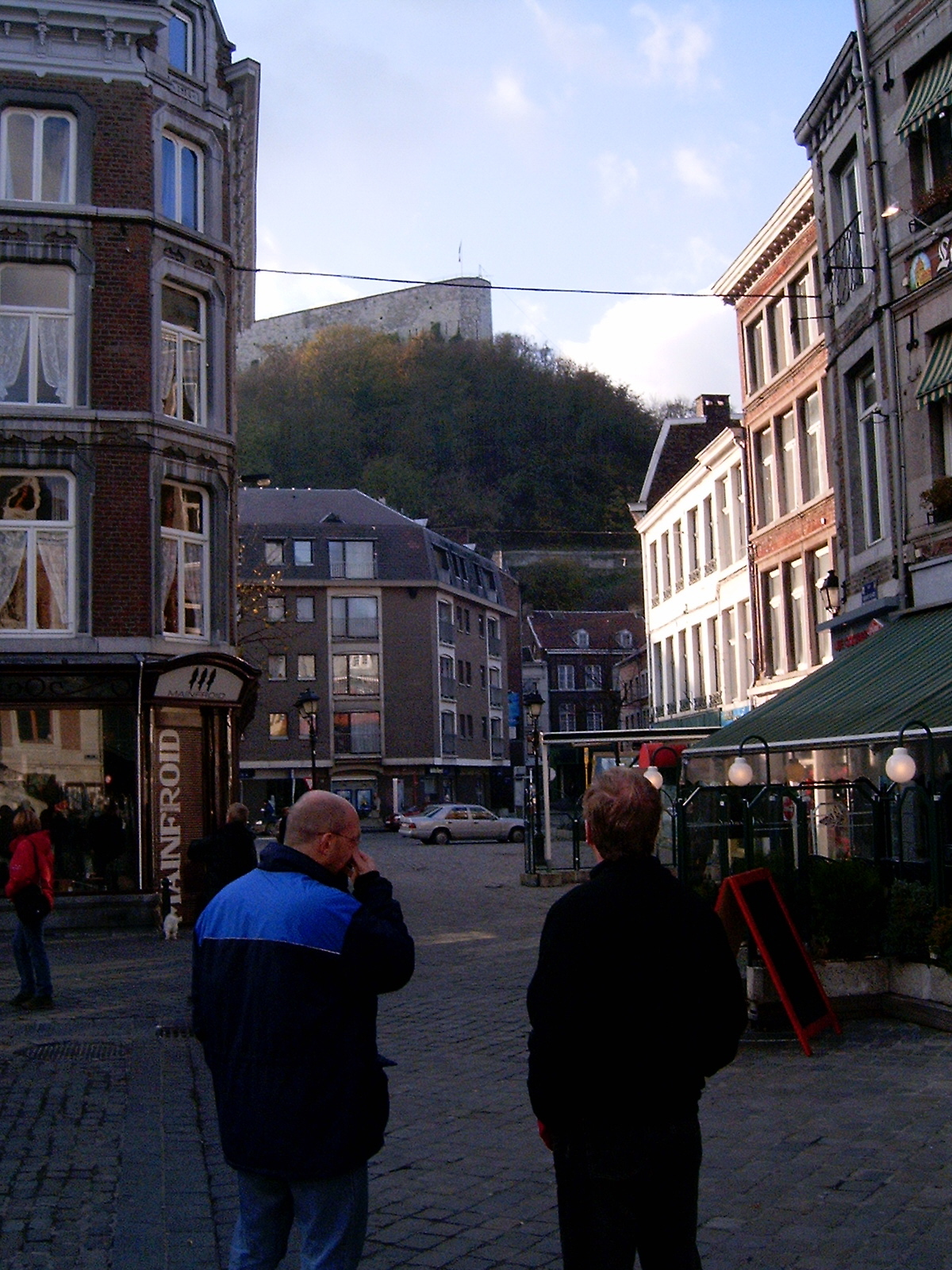
Ciutadella

## Monuments i llocs d'interés
- La Col·legiata de la Mare de Déu (Notre-Dame de Huy)

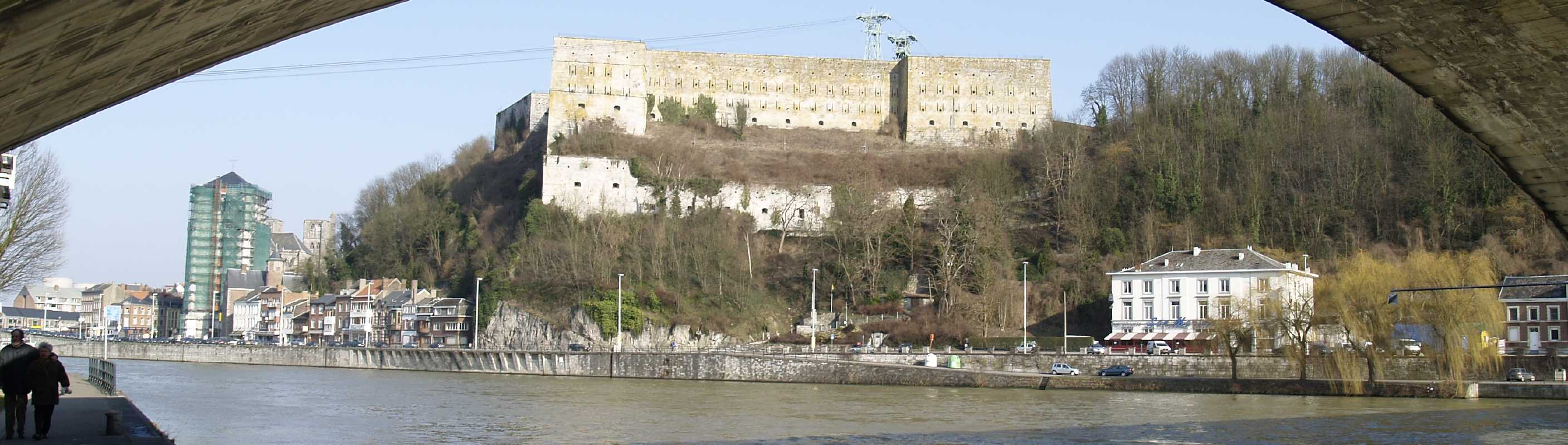
Huy i la ciutadella
vistes des del riu Mosa.

- Abadia de Neufmoustier
- La ciutadella